# Lista de núncios apostólicos em Portugal
Esta é a lista de núncios apostólicos em Portugal, ou seja, representantes diplomáticos da Santa Sé em Portugal (Nunciatura apostólica em Portugal).
Ordenado pelo período de exercício da função diplomática em Portugal, seguido pelo ano de nascimento e de falecimento.
- Justo Baldino, O.P. (12 de fevereiro de 1481 – depois de 26 de abril de 1493, falecido)
- Antonio Pucci (1513–1515)
- Manuel de Noronha (1518)
- Martinho de Portugal (1527–1529)
- Marco Vigerio della Rovere (1532–1536)
- Girolamo Capodiferro (1536–1539)
- Ferdinando Vasconcellos de Menezes (20 de dezembro de 1538 – 1542 ?)
- Luigi Lippomano (21 de maio de 1542 – 27 de junho de 1544)
- Giovanni Ricci de Montepulciano (27 de junho de 1544 – 4 de março de 1550)
- Pompeo Zambeccari (4 de março de 1550 – 22 de novembro de 1553 demitido)
- Henrique de Portugal (novembro de 1553 – 1560) (com o título de legado)
- Prospero Santacroce (6 de julho de 1560 – 10 de maio de 1561 nomeado núncio apostólico na França)
- Giovanni Campeggi (10 de maio de 1561 – 17 de setembro de 1563, falecido)
- Flaminio Donato di Aspra (1563 – 1574) (coletor)
- Giovanni Andrea Caligari (16 de outubro de 1574 – 10 de julho de 1577) (coletor)
- Roberto Fontana (10 de julho de 1577 – de novembro de 1578) (coletor)
- Alessandro Frumento (12 de novembro de 1578 – 15 de abril de 1580)
- Alessandro Riario (15 de abril de 1580 – 9 de fevereiro de 1583) (coletor)
- Roberto Fontana (9 de fevereiro de 1583 – 1584, falecido) (coletor)
- Alfonso Visconti (14 de maio de 1584 – 1586) (coletor)
- Muzio Bongiovanni (22 de fevereiro de 1586 – 1588) (coletor)
- Giovanni Battista Biglia (25 de agosto de 1588 – 1592) (coletor)
- Fabio Biondi (1 de outubro de 1592 – 15 de outubro de 1596) (coletor)
- Ferdinando Taverna (15 de outubro de 1596 – 17 de março de 1598) (coletor)
- Decio Carafa (17 de março de 1598 – 1604) (coletor)
- Fabrizio Caracciolo Piscizi (22 de dezembro de 1604 – 31 de janeiro de 1609) (coletor)
- Gasparo Albertoni (31 de janeiro de 1609 – 1614, falecido) (coletor)
- Ottavio Accoramboni (4 de junho de 1614 – 4 de junho de 1620) (coletor)
- Vincenzo Landinelli (4 de junho de 1620 – 15 de setembro de 1621) (coletor)
- Antonio Albergati (15 de setembro de 1621 – 27 de fevereiro de 1624) (coletor)
- Giovanni Battista Palotta (8 de junho de 1624 – 1627) (coletor)
- Lorenzo Tramallo (12 de abril de 1627 – 1634) (coletor)
- Alessandro Castracani (30 de setembro de 1634 – 1640) (coletor)
- Girolamo Battaglia (15 de novembro de 1640 – 30 de setembro de 1646) (coletor)
- Vincenzo Nobili (18 de fevereiro de 1647 – depois de 1650) (coletor)
- Francesco Ravizza (1670 – 1672)
- Marcello Durazzo (12 de abril de 1673 – 5 de maio de 1685 nomeado núncio apostólico na Espanha)
- Francesco Nicolini (10 de outubro de 1685 – 24 de janeiro de 1690 nomeado núncio apostólico junto ao ré cristianíssimo)
- Sebastiano Antonio Tanara (26 de maio de 1690 – 15 de março de 1692 nomeado núncio apostólico junto ao imperador)
- Giorgio Cornaro (12 de maio de 1692 – 22 de julho de 1697 criado cardeal)
- Michelangelo dei Conti (24 de março de 1698 – 7 de junho de 1706 criado cardeal)
- Vincenzo Bichi (14 de setembro de 1709 – 1720)
- Giuseppe Firrao il Vecchio (28 de setembro de 1720 – 11 de dezembro de 1730 nomeado arcebispo, título pessoal, de Aversa)
- Gaetano de Cavalieri (27 de março de 1732 – antes de 6 de novembro de 1738, falecido)
- Giacomo Oddi (25 de fevereiro de 1739 – 9 de setembro de 1743 criado cardeal)
- Filippo Acciaioli (28 de janeiro de 1754 – 23 de fevereiro de 1761, expulso de Portugal)
- Vincenzo Ranuzzi (26 de fevereiro de 1782 – 14 de fevereiro de 1785, nomeado arcebispo, título pessoal, de Ancona e Numana)
- Carlo Bellisomi (7 de maio de 1785 – 21 de fevereiro de 1794, nomeado cardeal presbítero de Santa Maria della Pace)
- Bartolomeo Pacca (21 de março de 1794 – 23 de fevereiro de 1801 criado cardeal)
- Lorenzo Caleppi (23 de dezembro de 1801 – 8 de março de 1816 criado cardeal)[1]
- Giovanni Francesco Compagnoni Marefoschi (20 de dezembro de 1816 – 17 de setembro de 1820, falecido)
- Giacomo Filippo Fransoni (21 de janeiro de 1823 – 2 de outubro de 1826 criado cardeal)
- Alessandro Giustiniani (24 de abril de 1827 – 2 de julho de 1832 nomeado cardeal)
- Filippo de Angelis (13 de novembro de 1832 – 15 de fevereiro de 1838 nomeado arcebispo, título pessoal, de Montefiascone e Corneto)
- Camillo Di Pietro (7 de fevereiro de 1844 – 16 de junho de 1856, nomeado cardeal)
- Innocenzo Ferrieri (16 de junho de 1856 – 13 de março de 1868, criado cardeal-presbítero di Santa Cecilia)
- Luigi Oreglia di Santo Stefano (29 de maio de 1868 – 22 de dezembro de 1873 criado cardeal)
- Domenico Sanguigni (25 de agosto de 1874 – 19 de setembro de 1879)
- Gaetano Aloisi Masella (30 de setembro de 1879 – 25 de junho de 1883)
- Vincenzo Vannutelli (3 de outubro de 1883 – 23 de junho de 1890, criado cardeal)
- Domenico Maria Jacobini (16 de junho de 1891 – 22 de junho de 1896, criado cardeal)
- Andrea Aiuti (26 de setembro de 1896 – 12 de novembro de 1903 criado cardeal-presbítero de San Girolamo dei Croati)
- Giuseppe Macchi (de janeiro de 1904 – 7 de junho de 1906, falecido)
- Giulio Tonti (4 de outubro de 1906 – 25 de outubro de 1910)
- Sede vacante (1910-1918)
- Achille Locatelli (13 de julho de 1918 – 11 de dezembro de 1922, criado cardeal)
- Sebastiano Nicotra (30 de maio de 1923 – 16 de março de 1928,)
- Giovanni Beda Cardinale, O.S.B. (18 de junho de 1928 – 1 de dezembro de 1933, falecido)
- Pietro Ciriaci (9 de janeiro de 1934 – 12 de janeiro de 1953 criado cardeal-presbítero de Santa Prassede)
- Fernando Cento (26 de outubro de 1953 – 1958 criado cardeal com o título de Santo Eustachio)
- Giovanni Panico (25 de janeiro de 1959 – 19 de março de 1962, criado cardeal)
- Maximilien de Fürstenberg (28 de abril de 1962 – 26 de junho de 1967, criado cardeal com o título de Sacro Cuore di Gesù a Castro Pretorio)
- Giuseppe Maria Sensi (8 de julho de 1967 – 14 de maio de 1976, criado cardeal com o título de Santi Biagio e Carlo ai Catinari)
- Angelo Felici (14 de maio de 1976 – 27 de agosto de 1979 nomeado núncio apostólico na França)
- Sante Portalupi (15 de dezembro de 1979 – 31 de março de 1984, falecido)
- Salvatore Asta (21 de julho de 1984 – 31 de julho de 1989, falecido em 30 dezembro 2004)
- Luciano Angeloni (31 de julho de 1989 – 15 de março de 1993, falecido 9 de maio de 1996)
- Edoardo Rovida (15 de março de 1993 – 12 de outubro de 2002, aposentado)
- Alfio Rapisarda (12 de outubro de 2002 – 8 de novembro de 2008, aposentado)
- Rino Passigato (8 de novembro de 2008 – 4 de julho de 2019, aposentado)
- Ivo Scapolo (29 de agosto de 2019 – 23 de maio de 2025)